# 算数・数学思考力検定
算数・数学思考力検定（さんすうすうがくしこうりょくけんてい）とは、好学出版が主催する算数・数学の能力検定試験。「算数オリンピック」との共同開発によって「iML国際算数・数学思考力検定」として発足し、現在に至る。「算数・数学の基礎的能力と算数・数学的思考力」の養成を目的としている。

## 検定の概要
各級の設定は以下の通りであるが、現在は3級 - 10級の受検のみとなっている。
また、以下の受検級は目安であり、該当学年に関係なく受験できる。
なお、同時に2つの級を受検することも可能（ダブル受検）。
2012年度は、準2級から1級までの上位級の検定は実施しない。
- 10級 - 小学1年生～2年生程度
  - 範囲：数の構成の基礎、加減乗法、長さなどの量の基礎、平面図形の基礎
  - 検定する思考力：
    - いくつかの簡単な情報の中から必要な情報を選び出す力
    - 試行錯誤しながら考える力
    - 平面の図形を捉える力
- 9級 - 小学3年生程度
  - 範囲：四則計算、大小・長さ・かさ・重さ・時間などの基本、整数の基本、平面図形・立体図形の基本、表やグラフの基本、数的推理など
  - 検定する思考力：
    - いくつかの簡単な情報の中から必要な情報を選び適用する力
    - 試行錯誤しながら、ねばり強く考える力
    - 平面における位置関係を把握する力
- 8級 - 小学4年生程度
  - 範囲：整数、小数・分数の基本、面積・角・円の基本と理解、平面図形の基本と理解、数的推理など
  - 検定する思考力：
    - 与えられたいくつかの条件を適用する力
    - いくつかの観点で整理された情報の一部から、他の情報を導く力
    - 図や表を用いて情報を整理する力(問題場面を図示し、問題の構造を把握する力)
    - 平面における移動や回転を想像する力
- 7級 - 小学5年生程度
  - 範囲：偶数・奇数、面積、速さ、割合、円周率、平面図形の基本と理解、数的推理など
  - 検定する思考力：
    - 与えられた複数の情報から必要な情報を見つけ適用する力
    - 与えられた情報(条件)を、使いやすい情報(条件)に作り直す(言い換える)力
    - いくつかの場面に分けて、丁寧に考える力
    - 空間における位置関係を把握する力
- 6級 - 小学6年生程度
  - 範囲：分数の理解、約数・倍数、比例、平均、表面積、立体図形の基本と理解、柱体、錐体、体積、容積、対称、数的推理など
  - 検定する思考力：
    - いくつかの情報の共通点や、いくつかの情報から性質(法則)を帰納的に見つける力
    - 与えられた情報(場面)から法則を見つけ、その法則を適用する力
    - 逆向きに(結論から)考える力
    - 平面や空間におけるものの移動を想像する力
- 5級 - 中学1年生程度
  - 範囲：正の数・負の数の計算と利用、文字の式、一次方程式の解き方と利用、関数と比例、図形、数的推理など
  - 検定する思考力：
    - ある条件を満たすものの集合を作り、それに他の条件を加えて絞り込んでいく力
    - 複数の条件を満たすかをチェックし、条件に当てはまらないものを排除していく力
    - 二つの立場からの情報を、一方の立場に統一して考える力
    - 数量の関係を文字を用いて表し、関係を把握する力
- 4級 - 中学2年生程度
  - 範囲：式の計算、方程式、連立方程式の解き方と利用、一次関数、図形、確率、数的推理など
  - 検定する思考力：
    - 与えられたいくつかの情報を組み合わせて必要な情報を導き、それを用いる力
    - 推移律を利用して結論を導く力(問題を解決する力)
    - 図・表・式に表して問題の構造を把握する力
    - 命題の矛盾を認め、修正する力
    - 空間において複雑に回転したり移動したりするものを想像する力
- 3級 - 中学3年生程度
  - 式の計算、因数分解、平方根、二次方程式の解き方と利用、関数、図形、数的推理など
  - 検定する思考力：
    - 条件過剰の場面から必要な条件を選択して処理する力
    - 与えられた情報(条件)を組み合わせて、使いやすい情報(条件)を作り出す力
    - 仮定をおいて推論し、他の条件も満たすように訂正しながら解決に接近する力
    - 視点を変えて命題を作り直す力
    - 否定命題を作って考える力
- 準2級 - 高校1年生程度
  - 二次関数、方程式と不等式、初等幾何、個数の処理、三角比、身近な統計の見方
- 2級 - 高校2年生程度
  - 三角関数、指数関数・対数関数、実数、数列、ベクトル、確率・統計のやさしい応用、微分・積分（入門レベル）、高次方程式、図形と方程式
- 準1級 - 高校3年生程度
  - 範囲：極限、行列、微分・積分、二次曲線、確率・統計（基本的なもの）
- 1級 - 大学生・一般程度
  - 範囲：線形代数、微分積分学、位相幾何、確率・統計、数論（初等幾何（空間も含む））、離散数学（それぞれ入門レベル）

## 合格基準
- 1級 - 準2級：全問題の60％程度
- 3級 - 10級： 全問題の65％程度

## 関係者
- 会長　杉山吉茂
- 委員　吉川行雄・渡邊公夫・藤井斉亮・中村享史・清水美憲
- 協力団体　財団法人日本教材文化研究財団・各県算数・数学研究部会・株式会社新学社　他多数